# Hydrocotyle pseudoconferta
Hydrocotyle pseudoconferta är en växtart i släktet Hydrocotyle och familjen araliaväxter.
Arten är en perenn ört som förekommer i Yunnan i Kina samt i Myanmar och på Taiwan. Den beskrevs av Genkei Masamune 1932.